# Cánh cung
Cánh cung (hay Cánh cung 1) là album phòng thu đầu tay của nhạc sĩ Đỗ Bảo, phát hành vào cuối tháng 8 – đầu tháng 9 năm 2004 bởi Viết Tân. Đây là album tuyển chọn, chính thức đưa Đỗ Bảo tới với cộng đồng người nghe nhạc và giới chuyên môn qua một sản phẩm cá nhân chất lượng. Album là kết quả quá trình tìm tòi và đúc kết kinh nghiệm sáng tác bên cạnh những chủ đề cuộc sống của bản thân Đỗ Bảo khi từ trước đó, anh đã sớm được nhìn nhận là một nhạc sĩ phối khí thành công.
Trực tiếp Đỗ Bảo sáng tác và hòa âm phối khí toàn bộ 11 ca khúc của album. Hồ Quỳnh Hương, Tấn Minh, Ngọc Anh, Khánh Linh, Minh Anh, Minh Ánh, Lê Hiếu và Trần Thu Hà là những ca sĩ tham gia trình bày các ca khúc trên. Song song với nhạc pop thương hiệu, Đỗ Bảo cũng thử nghiệm nhiều phong cách mới, bao gồm cả dân gian đương đại, jazz, acoustic, funk và New Age.
Cánh cung được khán giả và giới chuyên môn ủng hộ nhiệt liệt và được coi là một trong những album xuất sắc nhất của âm nhạc Việt Nam năm 2004. Tới cuối năm 2004, album được đề cử "Album của năm" tại Giải thưởng Âm nhạc tiền Cống hiến, và bản thân Đỗ Bảo cũng có tên trong đề cử "Nhạc sĩ của năm". Thành công của album góp phần xây dựng vững chắc tên tuổi của Đỗ Bảo, đưa anh trở thành một trong những nhạc sĩ được ưa thích nhất trong cộng đồng âm nhạc Việt Nam.
Cánh cung cũng chính là sản phẩm mở đầu trong chuỗi 3 album sự nghiệp của Đỗ Bảo, cùng với Thời gian để yêu (2008) và Chuyện của mặt trời – Chuyện của chúng ta (2013). Album cũng trở thành một phần trong liveshow Cánh cung – Đỗ Bảo – Live in Hanoi diễn ra tối ngày 8 tháng 12 năm 2013 tại Cung Văn hóa hữu nghị Hà Nội kỷ niệm 20 năm sáng tác của cá nhân nhạc sĩ Đỗ Bảo.

## Hoàn cảnh ra đời
Đỗ Bảo từ giữa những năm 1990 đã được biết tới là một nhạc công keyboard và một nhạc sĩ trẻ có tiếng tăm ở Hà Nội. Năm 1993, anh đã lập nên ban nhạc Sao Mai gồm các sinh viên trường Cao đẳng nghệ thuật Hà Nội, tham gia nhiều chương trình lớn nhỏ khắp nơi trong cả nước, tạo được tiếng vang nhất định trong lòng cộng đồng nghe nhạc. Tuy nhiên, tên tuổi của Đỗ Bảo chỉ trở nên nổi bật khi anh phụ trách hòa âm phối khí cho album Nhật thực (2002) và chương trình theo kèm của nhạc sĩ Ngọc Đại và ca sĩ Trần Thu Hà khi anh mới chỉ là sinh viên năm thứ 3 khoa sáng tác của Nhạc viện Hà Nội. Album cùng chương trình sau đó được bình chọn là sự kiện văn hóa tiêu biểu của năm 2002, một hiện tượng đặc biệt thay đổi hoàn toàn phong cách âm nhạc cũng như nghệ thuật trình diễn. Thành công vang dội của Nhật thực và những đánh giá tích cực dành cho Nhật thực 2 (2003) đã thôi thúc Đỗ Bảo quyết tâm thực hiện một sản phẩm riêng với những sáng tác hoàn toàn cá nhân với những ca khúc phản ánh "cuộc sống thật của tôi, không có sự bịa đặt", anh nói.
Toàn bộ album được Đỗ Bảo thực hiện trong quãng thời gian gần 2 năm, song song với các hoạt động âm nhạc khác của nhạc sĩ. Trần Thu Hà mong muốn trực tiếp trình bày tất cả các ca khúc của album, song nhạc sĩ đã từ chối.
Nhan đề album Cánh cung được Đỗ Bảo lựa chọn nhằm thể hiện "sự bứt phá như một mũi tên". Bản thân anh cũng quan niệm album này như một sự cố gắng hoàn thiện giấc mơ sự nghiệp: 
Thành công của tôi có một nửa là sự cố gắng, nửa kia là do may mắn. Một mũi tên dù có sắc đến đâu cũng không thể tự nhiên bay được. Nó bay xa nhờ sức đẩy của "Cánh cung". "Cánh cung" như đời sống của tôi. Gia đình, bạn bè đã cho tôi sức đẩy để bay lên. Thành công không thể đến nếu không có sự hỗ trợ.— Đỗ Bảo

Phần bìa đĩa được thiết kế và đồ họa bởi họa sĩ Dzung Yoko – người bạn thân và cũng là người sau này thiết kế bìa đĩa cho các album mà Đỗ Bảo trực tiếp tham gia hòa âm phối khí và sản xuất. Trước khi phát hành, Cánh cung được chỉnh âm bởi nghệ sĩ Việt kiều Nguyễn Nhất Lý trong vòng 1 tuần tại một khách sạn ở thành phố Hồ Chí Minh nhân chuyến công tác về Việt Nam của nghệ sĩ này và cũng nhân chuyến công tác của Đỗ Bảo tại đây.

## Sáng tác
— MC Thanh Vân
"Ngày tháng mong chờ" được Tam ca 3A trình bày rất thành công từ chuỗi chương trình Làn sóng xanh (1998). Đây cũng chính là sáng tác đầu tiên của Đỗ Bảo được biểu diễn trên một sân khấu lớn. Thực hiện Cánh cung, bộ đôi Minh Anh và Minh Ánh của Tam ca 3A được anh gửi lời mời để trình bày lại ca khúc trên để đưa vào album. "Bài hát cho em" là ca khúc đầu tiên của Đỗ Bảo được giới thiệu tới công chúng qua giọng hát của ca sĩ Trần Thu Hà tại chương trình Gala 2000, nay được đưa vào album với sự thể hiện của ca sĩ Khánh Linh. Cánh cung cũng là lần đầu tiên ca sĩ Tấn Minh được cộng tác với Đỗ Bảo. 2 ca khúc mà anh trình bày trong album, "Bức thư tình đầu tiên" và "Cỏ mềm", đều sau này trở thành những ca khúc thương hiệu của cá nhân ca sĩ. Rất bất ngờ rằng ca khúc nổi tiếng của Đỗ Bảo trong thời gian này là "Cánh buồm đỏ thắm" lại không được anh đưa vào album. Ngoài ra, "Chuyện đêm khuya" và đặc biệt ca khúc "Đường trung dung" mà anh lấy ý tưởng từ "triết học của Lão Tử về sự trung dung, ôn hòa giữa con người với vạn vật" cũng không được lựa chọn vì quá khó nghe. Trong số 11 ca khúc, Hồ Quỳnh Hương, Khánh Linh, Trần Thu Hà, Tấn Minh mỗi người trình bày 2 bài, ca sĩ Ngọc Anh thể hiện "Anh đã khác xưa" còn Lê Hiếu trình bày ca khúc tiêu đề. Quá trình thu âm được hoàn thiện sớm trong đầu năm 2004 với sự hỗ trợ của nhạc sĩ Ngọc Châu, phần chỉnh âm và biên tập CD được toàn bộ ê-kíp thực hiện kéo dài sau nhiều tháng sau đó. Do khoảng cách lớn về địa lý và thời gian, những ca khúc do Trần Thu Hà trình bày đều được thu âm tại phòng thu cá nhân của cô tại Mỹ, trước khi được gửi về biên tập bởi ê-kíp của nhạc sĩ. Một số thành viên chơi nhạc trong ban nhạc Sao Mai của Đỗ Bảo trực tiếp tham gia thu âm phần đệm cho album.
"Bức thư tình đầu tiên" sớm được phát hành vào đầu năm 2004 như bản demo giới thiệu album. Khác với Nhật thực mà anh thừa nhận chịu ảnh hưởng ít nhiều từ nhạc sĩ Ngọc Đại, Đỗ Bảo muốn xây dựng một hình ảnh, một phong cách cá nhân với Cánh cung khi chọn pop là chủ đạo, pha trộn với những phong cách và giai điệu thế mạnh của mình từ jazz và New Age. Trực tiếp Đỗ Bảo thiết kế nội dung và thứ tự các ca khúc. Nói về sản phẩm cá nhân đầu tay, anh giải thích: 
Tôi làm CD này không phải nhằm đưa mình đứng về phía những tuyên ngôn nghệ thuật mà đơn giản là tâm niệm trong suốt sự nghiệp sáng tạo của tôi – một kẻ may mắn. Cánh cung của riêng tôi, là tuổi trẻ mà tôi đã và sẽ đi qua, để ngồi một mình trong ngày tương lai hoài nhớ. Nó chứa đựng sự lớn khôn của tôi, những chuyện tình nhỏ, cả những vấp váp, khuyết điểm của quãng đời trưởng thành của mình.— Đỗ Bảo

Ca từ được Đỗ Bảo đặc biệt trau chuốt và được anh coi là hạt nhân của CD: "Ca từ trong album đậm chất tâm lý Việt, đặc biệt là lứa tuổi trẻ. Trong đó có một số bài thể hiện rõ khuynh hướng Đỗ Bảo. Có thể chủ quan, nhưng nó hợp với lối sống hiện đại: nhanh nhạy và đủ sâu sắc. Tôi không muốn công chúng mất nhiều thời gian mà vẫn cảm nhận đầy đủ âm nhạc của tôi." Mỗi ca khúc là một câu chuyện riêng biệt song vẫn hòa chung vào tổng thể cấu trúc album. Với chủ đề chính là tình yêu và khát khao tuổi trẻ, Đỗ Bảo cũng giành nhiều cảm xúc để viết về người vợ mới cưới và những mối tình trước đó. 2 ca khúc "Bức thư tình" trong album mở đầu cho chuỗi những ca khúc thương hiệu của Đỗ Bảo gắn liền với tên tuổi của Hồ Quỳnh Hương và Tấn Minh, mà sau này ca khúc "Bức thư tình thứ tư" được anh đưa vào album tiếp theo của mình Thời gian để yêu (2008), trong khi "Bức thư tình thứ ba" và "Bức thư tình thứ năm" lần lượt trở thành ca khúc nhan đề trong 2 album solo của ca sĩ Tấn Minh (2006 và 2012).

## Danh sách ca khúc
Tất cả các ca khúc được sáng tác và biên soạn bởi Đỗ Bảo.
| STT | Nhan đề                 | Hát chính            | Thời lượng |
| --- | ----------------------- | -------------------- | ---------- |
| 1.  | "Bức thư tình thứ hai"  | Hồ Quỳnh Hương       | 5:53       |
| 2.  | "Bài hát cho em"        | Khánh Linh           | 5:33       |
| 3.  | "Bức thư tình đầu tiên" | Tấn Minh             | 5:22       |
| 4.  | "Điều ngọt ngào nhất"   | Trần Thu Hà          | 5:52       |
| 5.  | "Ngày cuối tuần rực rỡ" | Hồ Quỳnh Hương       | 5:40       |
| 6.  | "Anh đã khác xưa"       | Ngọc Anh             | 6:08       |
| 7.  | "Điều hoang đường nhất" | Khánh Linh           | 4:42       |
| 8.  | "Ngày tháng chờ mong"   | Minh Anh và Minh Ánh | 5:13       |
| 9.  | "Cỏ mềm"                | Tấn Minh             | 6:17       |
| 10. | "Cánh cung"             | Lê Hiếu              | 7:03       |
| 11. | "Cầu vồng đêm mưa"      | Trần Thu Hà          | 6:46       |

## Đánh giá và đón nhận của công chúng
Cánh cung được phát hành đầu tháng 9 năm 2004 bởi hãng Viết Tân. Album nhanh chóng trở thành hiện tượng của năm 2004, bên cạnh những album xuất sắc khác như Bên bờ ao nhà mình (Ngọc Khuê), Đường xa vạn dặm (Quốc Trung), Tuấn Khanh & Friends (Tuấn Khanh),... Ở tuổi 26, Đỗ Bảo là nhạc sĩ trẻ nhất có được một album cá nhân "chỉn chu và hoàn thiện". Nhiều đánh giá và bản thân nhạc sĩ Đỗ Bảo cho rằng Cánh cung thực sự là một sản phẩm liều lĩnh "khi đi ngược lại xu thế âm nhạc hiện đại, thời điểm mà giới trẻ chỉ đam mê hip hop hoặc những ca khúc thất tình, buồn thảm." Cho dù được cho là "kén tai", từng ca khúc của album vẫn trở thành những ca khúc được yêu mến của thính giả cũng như của giới chuyên môn.
Họa sĩ Dzung Yoko đánh giá cao album "rõ ràng là một sự khác biệt" với nhiều "sự chênh vênh trong giai điệu". Anh cho rằng "Từ ngôn ngữ đến âm nhạc, Đỗ Bảo đã thể hiện ngay tâm thế của một chàng trai trẻ rất nhạy cảm với cuộc sống đương thời... Cái nhìn của Bảo luôn hướng về phía trước", đặc biệt anh nhấn mạnh góc nhìn của tác giả là của "một cậu thanh niên trẻ thành thị", thể hiện rõ nét "sự trăn trở của rất nhiều người trong thế hệ chúng tôi."
— Tấn Minh, 2012
Báo điện tử VnExpress viết: "Đỗ Bảo chọn bài hát cho album của mình theo các tiêu chí, đầu tiên là lời ca phải dễ hiểu, dựa trên ý tưởng không xáo mòn, sau đó là giai điệu đẹp và không quá trúc trắc, âm nhạc càng có âm điệu gạn lọc từ dân gian càng tốt, quan trọng nhất nó phải thật tự nhiên, không hề gượng ép. Phần hoà âm và hình thức tác phẩm hài hòa với nội dung." Nói về album này trong dịp thực hiện Chuyện của mặt trời – Chuyện của chúng ta (2013), Trần Thu Hà nhận xét: "Cánh Cung 1 gần 10 năm trước có những bài rất hay, có bài khá... gượng gạo. Bảo viết nhạc già hơn tuổi, tuy thế, có những điều phải qua thời gian xây đắp."
Thành công của album trực tiếp góp phần giúp Đỗ Bảo xây dựng nên thương hiệu "Bảo pop" Báo Tuổi Trẻ so sánh âm nhạc của anh với dòng Britpop tương tự là một dòng "Hanoi-pop, pop-phố-cổ êm ái, dễ nghe mà Bảo pop là một thành tố tích cực..." và đặc biệt ấn tượng với cách nhạc sĩ sử dụng ca từ để truyền tải âm nhạc. Trền tờ Năng lượng mới, album được nhìn nhận đã "kết nối thành công âm nhạc của [Đỗ Bảo] đến trái tim người nghe".
Được đào tạo từ môi trường kinh viện, hít thở không khí tự sự Hà Nội, Đỗ Bảo không cần quan tâm đến việc "làm khác đi" xu hướng chung của các nhạc sĩ đồng hương. Với tư cách nhà sáng tác, không thể biến mình "đồng điệu" véo von theo đám đông; giọng riêng chỉ có thể có được khi anh làm kẻ ngoại cuộc, nhìn ngắm, suy ngẫm và định danh cho sự vật, cho khái niệm bằng kinh nghiệm và vốn văn hoá của chính anh... Hoà âm bạo tay, những đoạn interlude đầy ngẫu hứng, âm sắc nhạc cụ lạ thường, là những điểm đáng ca ngợi ở Bảo. Giai điệu còn gượng ép, hồ như anh đã viết lời trước rồi bị bó vào lời. Những mắc xích nối câu, nối đoạn khá lỏng lẻo, một điểm đặc trưng của phong cách tự sự.— Nhạc sĩ Quốc Bảo

5.000 CD của album đã được bán hết trong tháng đầu tiên phát hành. Tính tới tháng 1 năm 2005, Cánh cung bán được khoảng 9.000 bản.
Một phần của album cũng được đưa vào liveshow Con đường âm nhạc có tên Tình bạn (2006) giới thiệu Đỗ Bảo và Ngọc Châu. Tại Giải thưởng Âm nhạc Cống hiến đầu tiên (còn gọi là tiền Cống hiến) tổ chức vào tháng 1 năm 2005, Cánh cung được vinh dự có tên trong đề cử hạng mục "Album của năm", còn bản thân nhạc sĩ Đỗ Bảo cũng được đề cử trong hạng mục "Nhạc sĩ của năm". Các ca khúc "Điều ngọt ngào nhất", "Bức thư tình thứ hai", "Ngày cuối tuần rực rỡ", "Cỏ mềm", "Bức thư tình đầu tiên", "Điều hoang đường nhất" được đưa vào liveshow Cánh cung – Đỗ Bảo – Live in Hanoi vào cuối năm 2013, kỷ niệm 20 năm sự nghiệp sáng tác của nhạc sĩ.